# La Purísima, Chalchihuites
La Purísima är en ort i Mexiko.   Den ligger i kommunen Chalchihuites och delstaten Zacatecas, i den centrala delen av landet, 700 km nordväst om huvudstaden Mexico City. La Purísima ligger 2 225 meter över havet och antalet invånare är 184.
Terrängen runt La Purísima är kuperad åt sydost, men åt nordväst är den platt. Runt La Purísima är det glesbefolkat, med 15 invånare per kvadratkilometer. Närmaste större samhälle är Chalchihuites, 12,0 km norr om La Purísima. Omgivningarna runt La Purísima är i huvudsak ett öppet busklandskap.